# 森下直親
森下 直親（もりした なおちか、1971年1月10日 - ）は、日本のイラストレーター。東京都出身。編集プロダクションを経て1999年よりフリーとなる。主にトレーディングカードゲームの『ガンダムウォー』をはじめ、『機動戦士ガンダム』関連を中心に活躍中。

## 作品
ゲーム
- ブラッディロア (ハドソン)
- メガチュード2096 (バンプレスト)
- ガンダムバトルタクティクス（バンダイ）
- ガンダム バトルロワイヤル（バンダイナムコゲームス）
- ガンダムバトルクロニクル（バンダイナムコゲームス）
- ガンダムバトルユニバース（バンダイナムコゲームス）

雑誌
- グレートメカニック  (双葉社) - 表紙イラスト

書籍
- Vジャンプ ブックスゲームシリーズ タクティクス オウガ (集英社) - 表紙イラスト他
- 蒼き流星SPTレイズナーコンプリートアートワークス(新紀元社) - 表紙イラスト

トレーディングカード
- ガンダムウォー（→ガンダムウォーネグザ） (バンダイ)
- レンジャーズストライク (バンダイ)
- ディメンション・ゼロ (ブロッコリー)
- クルセイドシステムカードシリーズ(バンダイ)
- バトルスピリッツ（バンダイ）[1]
  - バトルスピリッツ ソードアイズ声優セット第2弾、緑川光考案「ペガシオーネ・カスタム」（プレミアバンダイ）[1]
- ガンダムトライエイジ(バンダイ)
- 機動戦士ガンダム アーセナルベース(バンダイ)

その他
- ガンプラ(バンダイ) - パッケージイラスト[1]